# Słoja
Słoja [ˈswɔja] est un village polonais de la gmina de Szudziałowo dans le powiat de Sokółka et dans la voïvodie de Podlachie. Il se situe à environ 4 kilomètres au nord de Szudziałowo, à 13 kilomètres au sud-est de Sokółka et à 41 kilomètres au nord-est de Białystok. 